# Đến ngọn hải đăng
Đến ngọn hải đăng (tiếng Anh: To the Lighthouse) là một cuốn tiểu thuyết xuất bản năm 1927 của tác giả Virginia Woolf. Một cuốn tiểu thuyết mang tính bước ngoặt của chủ nghĩa hiện thực cao độ (high modernism), và nội dung, tập trung vào gia đình Ramsay và các chuyến thăm của họ tới đảo Isle of Skye ở Scotland trong những năm từ 1910 đến 1920, sử dụng thuần thục và khéo léo các yếu tố thời gian và yếu tố tâm lý.
Đến ngọn hải đăng tiếp nối và phát triển truyền thống của các nhà văn hiện đại như Marcel Proust và James Joyce, ở đó cốt truyện chỉ là thứ yếu so với việc xem xét và miêu tả thế giới nội tâm, tâm lý, và lời văn có thể rất phức tạp, khó theo dõi. Cuốn tiểu thuyết chỉ có rất ít lời đối thoại và hầu như không miêu tả hành động; phần lớn câu chuyện kể về những suy nghĩ và quan sát.
Cuốn tiểu thuyết gợi lại những cảm xúc của thời thơ ấu và làm nổi bật những mối quan hệ của người lớn. Trong suốt chiều dài cuốn sách, có nhiều phép chuyển nghĩa và đề tài là những thiếu sót, tính chủ quan và các vấn đề nhận thức khác (của tác giả).
Vào năm 1998, Thư viện hiện đại (Modern Library) đã xếp Đến ngọn hải đăng ở vị trí thứ 15 trên danh sách 100 cuốn tiểu thuyết tiếng Anh hay nhất của thế kỷ 20. Năm 2005, tạp chí TIME bình chọn cuốn sách là một trong số 100 cuốn tiểu thuyết tiếng Anh hay nhất từ năm 1923 đến nay.

## Tóm tắt cốt truyện

### Phần I: Cánh cửa sổ
Cuốn tiểu thuyết lấy bối cảnh ở ngôi nhà nghỉ mát mùa hè của gia đình Ramsay tại quần đảo Hebrides, trên đảo Isle of Skye. Phần này bắt đầu với việc Bà Ramsay (Mrs Ramsay) bảo đảm với đứa con trai, James, rằng họ có thể tới thăm ngọn hải đăng vào ngày hôm sau. Ông Ramsay (Mr Ramsay) phản đối điều này, quả quyết rằng thời tiết sẽ không thuận lợi, và ý kiến này đã phần nào gây căng thẳng giữa hai ông bà Ramsay, cả giữa Ông Ramsay và James. Chi tiết đặc biệt này được nhắc đến một vài lần trong suốt chương sách, đặc biệt là trong bối cảnh mối quan hệ hiện tại giữa hai ông bà Ramsay.
Gia đình nhà Ramsay có thêm một số bạn bè và đồng nghiệp tới nhà chơi, và một trong số đó là Lily Briscoe, người xuất hiện trong cuốn tiểu thuyết là một họa sĩ trẻ, ít quyết đoán, mong muốn được vẽ một bức chân dung của Bà Ramsay và James. Trong suốt chiều dài tác phẩm, Briscoe gặp nhiều phiền phức vì những mối nghi ngờ, và phần nhiều trong số chúng đến từ những lời tuyên bố của Charles Tansley, một vị khách khác, người khẳng định rằng phụ nữ không thể sáng tác truyện hay vẽ tranh được. Bản thân Tansley cũng rất khâm phục ông Ramsay và những luận án, ý kiến của ông về triết học.
Phần này kết thúc với một bữa tiệc tối rất lớn. Khi Augustus Carmichael, một nhà thơ đến thăm, hỏi xin thêm một suất súp nữa, ông Ramsay suýt nữa thì quát ông ta. Còn chính Bà Ramsay thì rất khó chịu và bực mình khi Paul Rayley và Minta Doyle, hai người quen được bà giảng hoà trong lúc đính hôn, tới ăn muộn, bởi Minta đánh mất chiếc trâm cài tóc của bà mình ở bãi biển.

### Phần II: Thời gian trôi qua
Phần thứ hai cho người đọc cảm nhận về dòng chảy thời gian, sự chia cách vắng mặt, và cái chết. Mười năm trôi qua, trong đó có bốn năm diễn ra Chiến tranh thế giới thứ nhất. Bà Ramsay qua đời, Prue chết do những biến chứng lúc sinh nở, và Andrew thì thiệt mạng trong chiến tranh. Ông Ramsay một mình phiêu bạt mà không có người vợ cổ vũ và an ủi ông trong suốt những lúc hãi hùng và những nỗi đau đớn, có thể xem như là sự tồn tại lâu dài của những công trình triết học của ông.

### Phần III: Ngọn hải đăng
Trong phần cuối, "Ngọn hải đăng," một số người còn lại của gia đình Ramsay và các vị khách khác quay trở lại ngôi nhà nghỉ mát của họ, mười năm sau những sự kiện xảy ra ở phần I. Ông Ramsay cuối cùng lên kế hoạch cho chuyến đi bị trì hoãn đã lâu tới ngọn hải đăng, cùng với con trai James và con gái Cam(illa). Chuyến đi suýt nữa thì không được thực hiện, do lũ trẻ vẫn chưa sẵn sàng, nhưng cuối cùng họ đã khởi hành. Trên đường đi, bọn trẻ con im thin thít, tỏ ý phản đối việc cha chúng bắt chúng đi. Tuy nhiên, James vẫn tiếp tục vững vàng chèo lái con thuyền và thay vì những lời nói khó nghe anh nghĩ cha sẽ nói với mình, ngược lại anh nhận được những lời khen, tạo nên những phút giây đồng cảm hiếm hoi giữa hai cha con; thái độ của Cam đối với cha mình cũng đã thay đổi, từ bực tức, không bằng lòng sang sự khâm phục, ngưỡng mộ.
Cùng đi với họ có thủy thủ Macalister và con trai, người chuyên bắt cá trong suốt chuyến đi. Đứa con trai cất một miếng thịt từ một con cá anh bắt được làm mồi, rồi ném con cá bị thương xuống biển.
Khi họ bắt đầu chuyến đi tới ngọn hải đăng, Lily cố gắng hoàn thiện bức tranh cô mong ước từ đầu tác phẩm. Cô nhớ lại những hồi ức về ông bà Ramsay xưa, cân bằng lại vô số những ấn tượng từ mười năm trước đây nhằm tiến tới một sự thật khách quan về bà Ramsay và chính cuộc đời. Khi hoàn thành bức tranh (vừa lúc đoàn đi cập bến ngọn hải đăng) và thấy đã hài lòng, cô nhận ra rằng những gì tận mắt mình nhìn thấy được còn quan trọng hơn ý tưởng lưu lại một chút quá khứ nào đó trong tác phẩm của mình.

## Chủ đề chính

### Tính phức tạp của những trải nghiệm
Một khối lượng lớn trong cuốn tiểu thuyết của Woolf không đè cập đến những đối tượng nhìn thấy được một cách trực quan, mà đào sâu đến những phương pháp nhận thức, tìm cách cảm và hiểu con người thông qua cách họ quan sát. Để có thể hiểu được những suy nghĩ, như nhật ký của Woolf đã tiết lộ, tác giả dành đáng kể thời gian nghe chính bản thân mình nghĩ, quan sát từ ngữ và cảm xúc nào, và bằng cách nào đã nở rộ trong suy nghĩ của chính bà để phản ứng lại những điều bà nhìn thấy.

### Tính phức tạp trong các mối quan hệ của con người
Tuy nhiên, bài kiểm tra về nhận thức này không bị giới hạn trong những cuộc đối thoại nội tâm cô lập, mà còn phân tích trong bối cảnh các mối quan hệ của con người và những không gian cảm xúc mãnh liệt cắt qua để thực sự chạm đến một người khác. Hai phần của cuốn sách này là những bức hình xuất sắc tả lại những cố gắng vụng về trong điểm chuyển giao này: sự trao đổi âm thầm giữa ông bà Ramsey khi họ bước qua thời gian một mình cùng nhau ở cuối phần 1, và cuộc đấu tranh của Lily Briscoe để thoả mãn mong ước của ông Ramsay là tìm được sự đồng cảm (và chú ý) ở cuối tác phẩm.

### Chủ nghĩa hiện đại
Đến ngọn hải đăng và các nhân vật của nó thường thể hiện các nhân tố của trường phái Hiện đại trong tư tưởng, suy nghĩ. Các nhân vật như bà Ramsay coi nhẹ những hình mẫu lý tưởng của xã hội dưới thời Victoria và nghi ngờ sự tồn tại của Chúa và lòng tốt của con người. Thêm vào đó, tính hay thay đổi của con người được nhấn mạnh như một chủ đề trung tâm cùng với thiên nhiên, một thế lực vĩnh cửu và đôi khi là mối đe doạ với sự diệt vong của lòng nhân đạo, vốn tiềm tàng ở khắp mọi nơi.

## Cách dẫn chuyện và quan điểm
Cuốn tiểu thuyết thiếu đi một người dẫn chuyện nắm được tất cả mọi sự việc và tình tiết xảy ra (ngoại trừ ở phần II: Thời gian trôi qua); thay vì cốt truyện được lật mở qua sự thay đổi quan điểm trong dòng nhận thức của mỗi nhân vật. Sự thay đổi xảy ra ngay cả giữa một câu nói, và theo một cách nào đó chúng giống như chính ánh đèn đang xoay của ngọn hải đăng vậy. Tuy nhiên, không giống James Joyce, Woolf không có xu hướng sử dụng những đổ vỡ đột ngột để tái hiện dòng suy nghĩ của các nhân vật; phương pháp của bà như thể dùng một cách nói khác mang âm hưởng thơ trữ tình vậy. SỰ thiếu đi một người dẫn chuyện vốn nắm được tất cả mọi tình tiết và suy nghĩ của nhân vật như thế có nghĩa là, xuyên suốt cuốn tiểu thuyết, không có một sự định hướng rõ ràng nào cho người đọc cả và tất cả chỉ qua sự phát triển nhân vật mà chúng ta có thể xác lập quan điểm và cách nhìn của chúng ta bởi vì phần lớn mọi thứ quá mập mờ, khó hiểu.
Trái với ở phần I tiểu thuyết tập trung minh hoạ mối quan hệ giữa nhân vật tự trải nghiệm và trải nghiệm thực sự cùng với mọi thứ xung quanh, thì phần II, 'Thời gian trôi qua' không có nhân vật nào để liên hệ tới, thể hiện những sự kiện cũng rất khác biệt. Thay vào đó, Woolf viết phần này từ quan điểm của một người dẫn chuyện không còn từ chỗ đứng vốn có của họ nữa, không liên quan tới bất kỳ người nào, có ý rằng các sự kiện nên được xem xét trên cơ sở liên hệ với thời gian. Vì lý do đó mà giọng kể ở đây thiếu tập trung và lệch lạc, cho thấy một ví dụ của cái mà Woolf gọi là 'cuộc sống khi chúng ta không có vai trò gì trong đó.'

## Liên hệ với đời tư của tác giả và các địa danh có thực

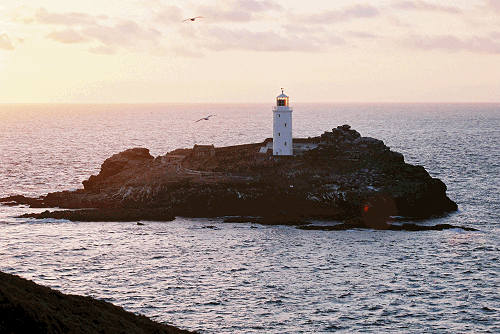
Hải đăng Godrevy lúc hoàng hôn

Woolf bắt đầu viết Đến ngọn hải đăng một phần là cách để tìm hiểu và giải quyết các vấn đề đang tồn tại với cha mẹ bà và do đó có rất nhiều điểm tương đồng giữa cốt truyện và đời tư của nữ nhà văn. Các chuyến thăm của bà với bố mẹ và gia đình đến St Ives, Cornwall, nơi cha bà thuê một căn nhà ở đó, có lẽ là quãng thời gian đẹp nhất trong cuộc đời Woolf, nhưng khi bà mười ba tuổi, mẹ bà qua đời, và giống như ông Ramsay, cha bà Leslie Stephen gặp phải những nỗi sầu muộn và tự thấy thương hại chính mình. Chị gái của Woolf Vanessa Bell viết rằng, đọc các đoạn trong tiểu thuyết miêu tả bà Ramsay giống như được thấy mẹ mình trở về từ cõi chết. Anh trai họ Adrian không được phép tham gia cuộc hành trình tới Hải đăng Godrevy, giống như trong tiểu thuyết James luôn ao ước được tới thăm ngọn hải đăng và đã rất thất vọng khi chuyến đi bị huỷ bỏ. Sự trầm tư, suy ngẫm của Lily Briscoe về hội họa là một cách để Woolf khám phá quá trình sáng tạo của chính bản thân mình (và cũng là của người chị gái họa sĩ của bà), bởi vì cách Woolf nghĩ về sáng tác văn học cũng giống như cách Lily nghĩ về hội họa.
Cha của Woolf bắt đầu thuê ngôi nhà Talland House ở St. Ives, vào năm 1882, không lâu sau khi Woolf chào đời. Ngôi nhà được gia đình sử dụng làm điểm đến mùa hè của cả nhà trong suốt mười năm sau đó. Địa điểm diễn ra câu chuyện chính của Đến ngọn hải đăng, ngôi nhà trên đảo Hebridean, được Woolf sáng tạo trên cơ sở phỏng theo ngôi nhà Talland House. Nhiều chi tiết có thực từ vịnh St Ives cũng được đưa vào truyện, bao gồm những khu vườn hướng ra biển, bản thân bãi biển, và ngọn hải đăng.
Mặc dù trong tiểu thuyết gia đình Ramsay đã quay trở về được ngôi nhà trên đảo Skye sau chiến tranh, nhưng gia đình Stephens lại từ bỏ ngôi nhà Talland House vào thời điểm đó. Sau chiến tranh, Virginia Woolf tới thăm Talland House (khi nó đã có chủ nhân mới) cùng với chị gái Vanessa, và sau đó Woolf đã kể lại cuộc hành trình, nhiều năm sau khi cha mẹ bà qua đời.

## Lịch sử xuất bản
Vào lúc hoàn thành bản nháp của cuốn sách này, cuốn tiểu thuyết liên quan nhiều nhất đến đời tư của mình, Woolf miêu tả nó là 'dễ dàng trở thành cuốn sách hay nhất của tôi' và chồng bà Leonard cho rằng đó là một "'kiệt tác' … một 'bài thơ về tâm lý học' hoàn toàn mới". Họ cùng nhau xuất bản nó tại báo Hogarth Press ở London vào năm 1927. Bản in lại đầu tiên gồm 3000 bản, mỗi cuốn 320 trang với kích thước 7.5 inch/5 inch được bọc trong vải xanh. Số lượng sách bán ra vượt qua tất cả các tiểu thuyết trước đó của Woolf, và số tiền kiếm được cho phép gia đình bà mua một chiếc xe hơi.

## Các phiên bản chuyển thể cho phim, chương trình truyền hình, âm nhạc, sân khấu
- To the Lighthouse, một bộ phim truyền hình năm 1983 với sự tham gia diễn xuất của Rosemary Harris, Michael Gough, Suzanne Bertish, và Kenneth Branagh.
- To the Lighthouse  Lưu trữ ngày 16 tháng 3 năm 2015 tại Wayback Machine (vở kịch) viết bởi Adele Edling Shank, âm nhạc của Paul Dresher. Lần đầu công chiếu trên thế giới năm 2007 tại nhà hát Berkeley Repertory Theatre do Les Waters đạo diễn.
- Bài hát To The Lighthouse của Patrick Wolf.
- Tiểu thuyết của Toby Litt, Finding Myself có nhiều chi tiết tham khảo từ Đến ngọn hải đăng. Nhân vật "tác giả" hư cấu lấy cảm hứng từ cuốn sách để tạo nên một kỳ nghỉ của riêng mình cùng với các bạn bè bên bãi biển, viết cuốn tiểu thuyết của riêng mình, "From the Lighthouse" (Từ ngọn hải đăng).
- Truyện ngắn của Jayne Joso, cũng lấy nhan đề To the Lighthouse lấy cảm hứng từ tiểu thuyết của Woolf.